# فاطمه نجیمی نائینی
فاطمه نجیمی نائینی سیاست‌مدار ایرانی بود، که در دوره بیست و چهارم مجلس شورای ملی بعنوان نماینده تهران از استان تهران در مجلس شورای ملی حضور داشت.